# Masacre de Fátima
La masacre de Fátima es conocida por la aparición de 30 cuerpos que fueron dinamitados en horas de la madrugada del 20 de agosto de 1976, durante la dictadura militar argentina conocida como Proceso de Reorganización Nacional, en la localidad de Fátima, provincia de Buenos Aires.

## Motivaciones
Investigaciones posteriores establecieron que la masacre resultó una venganza por el asesinato al general Omar Actis por parte de los Montoneros. Médicos de la Policía Federal Argentina que realizaron las primeras pericias en Fátima encontraron en uno de los bolsillos de las víctimas un papel que decía 30 x 1, similar al famoso "5 x 1".

## Lugar de los hechos
El lugar del suceso se sitúa en el cruce de Camino de Tierra con la RP6, (a la altura del km 62 de la  Panamericana Ramal Pilar, Pdo. de Pilar) y posteriormente se señaló que los cuerpos despedazados pertenecían a treinta detenidos en un centro clandestino de detención en el campo de la Superintendencia de Seguridad Federal de la Policía Federal Argentina que habían sido trasladados al lugar para su asesinato. 

### Hechos
En la madrugada del 20 de agosto de 1976, veinte hombres y diez mujeres fueron secuestrados por fuerzas militares y policiales dependientes del 1er Cuerpo de Ejército. Las víctimas fueron apiladas y dinamitadas en un camino vecinal cercano a la localidad de Fátima. Previamente fueron atados, vendados, y recibieron disparos en la cabeza desde una distancia menor a un metro, según acreditó en 1985 la Cámara Federal porteña. Esta fue la matanza más brutal que se conoce de la última dictadura militar.

### Zona liberada
Siguiendo la metodología que llevaba a cabo el gobierno de la época, la zona había sido declarada zona liberada con el objetivo de que ninguna de las fuerzas de seguridad del estado, en especial la policía, fuera a interferir con la acción de los miembros del ejército afectos al operativo. La noche anterior a la explosión la zona había sido sobrevolada por helicópteros del Ejército Argentino, además de distintos movimientos de vehículos de la misma fuerza.

## Las víctimas
El parte policial de la época determinó que las víctimas eran veinte hombres y diez mujeres de edades muy jóvenes, incluso algunos adolescentes, de las cuales sólo se identificó a una mujer y cuatro hombres. 
Los cuerpos de las víctimas no identificadas fueron enterrados como NN en el Cementerio de Derqui, aunque años más tarde fueron exhumados para identificarlos.
En ese momento fueron identificadas cinco personas: Inés Nocetti, Ramón L. Vélez, Ángel O. Leiva, Alberto E. Comas y Conrado Alzogaray. El resto fue inhumado como NN en el cementerio de Presidente Derqui.
Y varios años después se identificaron algunas víctimas más, como Daniel Argente, José D. Bronzel, Susana Pedrini de Bronzel, Carmen Carnaghi, Haydée Cyrullo de Carnaghi, Norma S. Frontini, Selma J. Ocampo, Horacio O. García Gastelú y Carlos Raúl Pargas.

### Señales que presentaban
Los restos de las víctimas, en su totalidad, además de que presentaban orificios de bala, tenían las manos atadas y los ojos tapados. Habían sido trasladados en un camión, ya muertos, y habían sido apilados en el lugar de la explosión, intentando las autoridades de la época que el aspecto de los cuerpos pareciera producto de un enfrentamiento. De hecho, la Junta Militar en sus declaraciones posteriores al hecho había dicho que la Masacre de Fátima había sido un:

vandálico hecho sólo atribuible a la demencia de grupos irracionales que con hechos de esta naturaleza pretenden perturbar la paz interior y la tranquilidad.

## Identificación de las víctimas
Si bien en un primer momento sólo se había podido determinar la identidad de cinco víctimas, estudios posteriores acometidos por el Equipo Argentino de Antropología Forense en el marco primero del Juicio a las Juntas (1985) y posteriormente a los Juicios por la Verdad (a partir de 1997), pudieron establecer la identidad de diecisiete asesinados. Más tarde se identificaron el resto de las víctimas, que fueron: Inés Nocetti, Ramón Lorenzo Vélez, Ángel Osvaldo Leiva, Alberto Evaristo Comas, Conrado Alsogaray, Jorge Daniel Argente, Carlos Raúl Pargas, Ricardo José Herrera, José Daniel Bronzel, Susana Pedrini de Bronzel, Carmen María Carnaghi, Haydée Cirullo de Carnaghi, Norma Susana Fontini, Selma Julia Ocampo, Horacio García Gastelú, Juan Carlos Vera, Roberto Héctor Olivestre, Enrique Jorge Aggio, María Rosa Lincon y Cecilia Podolsky de Bronzel.

## Responsables
El 29 de abril de 2008, el Tribunal Federal número 5 comenzó a juzgar a los responsables por la Masacre de Fátima. Son los policías retirados Juan Carlos Lapuyole –hombre del exministro Harguindeguy–, Carlos Gallone y Miguel Ángel Timarchi, acusados por el homicidio de veinte hombres y diez mujeres que permanecían secuestrados en la Superintendencia de Seguridad Federal.
El Tribunal dictó sentencia el 18 de julio de 2008, por los delitos de privación ilegal de la libertad y homicidio calificado por alevosía cometidos contra veinte hombres y diez mujeres, agravada por su carácter de funcionario público.
- Juan Carlos Lapuyole, prisión perpetua.
- Carlos Gallone, prisión perpetua.
- Miguel Ángel Timarchi, absolución.

Los querellantes expresaron su conformidad por las condenas a Lapuyole y Gallone, y apelaron la absolución de Timarchi ante la Cámara de Casación.

## Galería

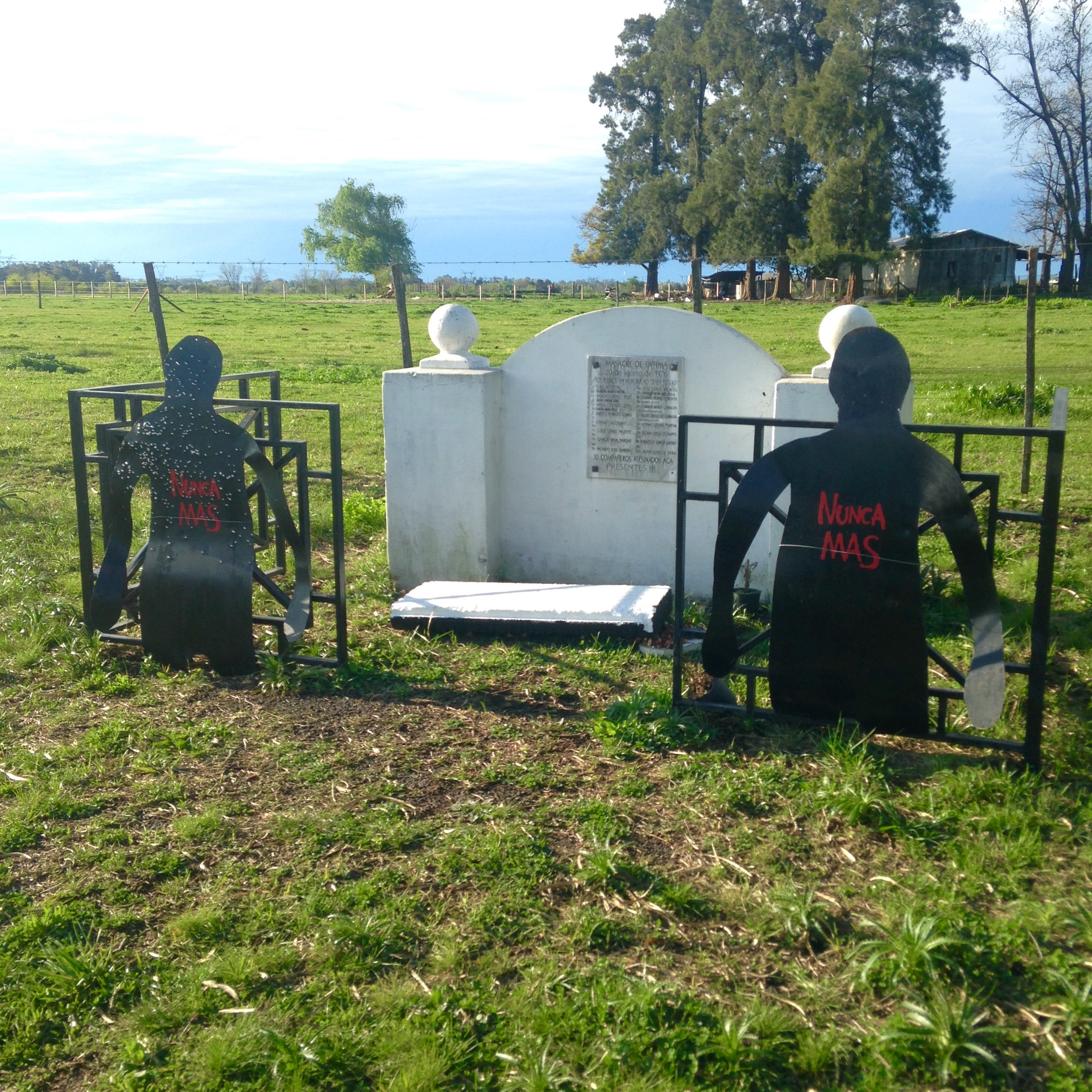
Monolito en conmemoración a los 30 caídos en la Masacre de Fátima ocurrida el 20 de agosto de 1976.
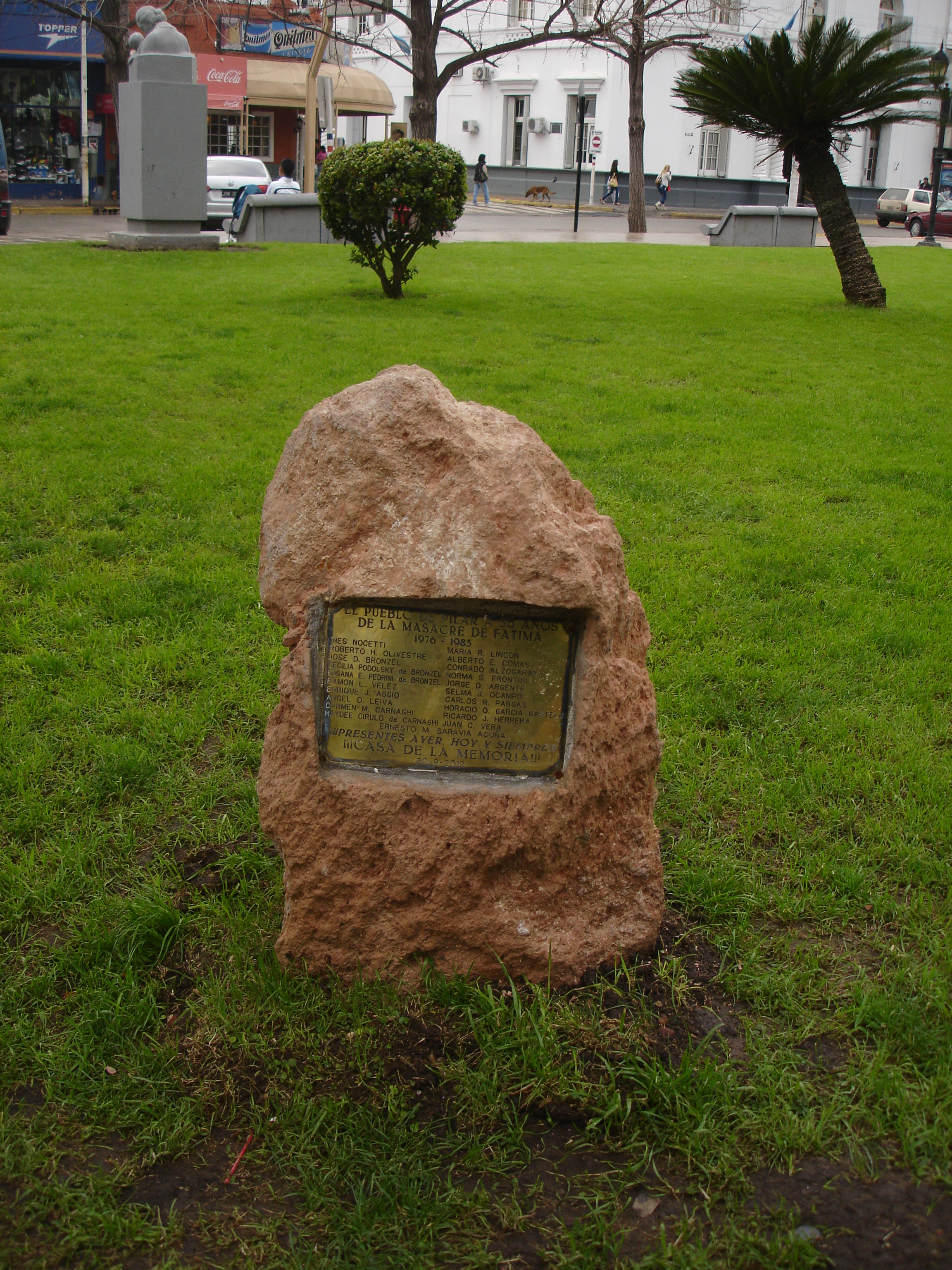
Monumento a las víctimas de la Masacre de Fátima, emplazado el 20 de agosto del 2012. Plaza del Pilar, en la ciudad homónima.
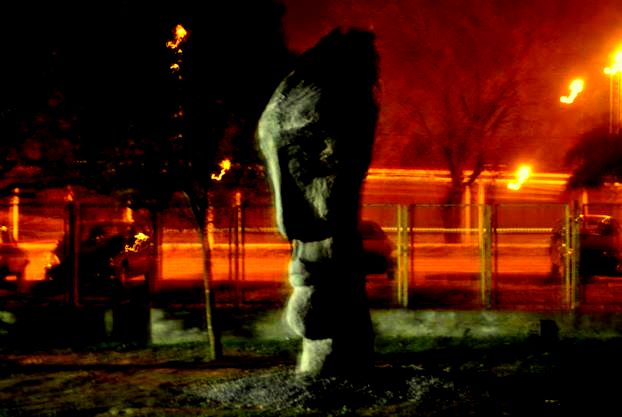
La Serena de Fátima (2014), obra del artista plástico Javier del Valle Barrozo en homenaje a las víctimas de la Masacre de Fátima.